# Sensor de posició
Un sensor de posició és un sensor que detecta la posició d'un objecte. Un sensor de posició pot indicar la posició absoluta de l'objecte (la seva ubicació) o la seva posició relativa (desplaçament) en termes de recorregut lineal, angle de rotació o espai tridimensional. Els tipus comuns de sensors de posició inclouen els següents:
- Sensor de desplaçament capacitiu[1]
- Sensor de corrents de Foucault
- Sensor d'efecte Hall[2]
- Sensor inductiu[3]
- Vibròmetre làser Doppler (òptic)
- Transformador diferencial variable lineal (LVDT)
- Matriu de fotodiodes[4]
- Transductor piezoelèctric (piezoelèctric)[5]
- Codificadors de posició :
  - Codificador absolut[6]
  - Codificador incremental
  - Codificador lineal
  - Codificador rotatiu[7]
- Potenciòmetre[8]
- Sensor de proximitat (òptic)
- Potenciòmetre de corda[9] (també conegut com acodificador de corda o transductor de posició de cable)[10]
- Sensor d'ultrasons
- Sistema de posicionament
- Distanciòmetre[11]